# Siêu cúp bóng đá Việt Nam 2001
Siêu cúp bóng đá Việt Nam 2001, tên gọi chính thức là Siêu cúp Bóng đá Quốc gia – Honda Cup 2001 vì lý do tài trợ, là trận tranh Siêu cúp bóng đá Việt Nam lần thứ ba do Liên đoàn bóng đá Việt Nam phối hợp với báo Tiền Phong đồng tổ chức. Trận đấu này diễn ra giữa hai câu lạc bộ Sông Lam Nghệ An (đội vô địch V-League 2000–01) và Công an Thành phố Hồ Chí Minh (đội vô địch Giải bóng đá Cúp Quốc gia 2000–01) Khác với hai lần trước, trận tranh siêu cúp lần này được tổ chức theo thể thức sân nhà - sân khách, với trận lượt đi diễn ra trên sân vận động Thống Nhất, Thành phố Hồ Chí Minh và trận lượt về diễn ra trên sân vận động Vinh, tỉnh Nghệ An.
Sông Lam Nghệ An giành siêu cúp lần thứ hai liên tiếp sau khi vượt qua Công an Thành phố Hồ Chí Minh với tổng tỷ số chung cuộc là 3–1 (lượt đi hòa 1–1, lượt về thắng 2–0).

## Chi tiết trân đấu
| Công an TP Hồ Chí Minh                 | 1 – 1 | Sông Lam Nghệ An |
| -------------------------------------- | ----- | ---------------- |
| Hoàng Hùng 15' · Thanh Tùng 20' (l.n.) |       |                  |

| Sông Lam Nghệ An                  | 2 – 0 | Công an TP Hồ Chí Minh |
| --------------------------------- | ----- | ---------------------- |
| Iddi Batambuze 11' · Phi Hùng 32' |       |                        |

| SÔNG LAM NGHỆ AN: |  |  |  |
| Cầu thủ dự bị:    |  |  |  |
| Cầu thủ dự bị:    |  |  |  |
| Huấn luyện viên:  |  |  |  |
|                   |  |  |  |

| CẢNG SÀI GÒN     |  |  |  |
| Cầu thủ dự bị:   |  |  |  |
| Cầu thủ dự bị:   |  |  |  |
| Huấn luyện viên: |  |  |  |
|                  |  |  |  |

| THÔNG TIN TRẬN ĐẤU ĐIỀU HÀNH TRẬN ĐẤU - Giám sát trận đấu: - Giám sát trọng tài: - Trợ lý trọng tài 1: - Trợ lý trọng tài 2: - Trọng tài thứ tư: | QUY ĐỊNH TRẬN ĐẤU - Thời gian thi đấu 90 phút (Mỗi hiệp 45 phút, nghỉ giữa hiệp 15 phút). - Đá luân lưu nếu tỷ số hòa. - Mỗi đội được đăng ký 25 cầu thủ, trong đó có 3 cầu thủ ngoại và ra sân cùng lúc tối đa 3. - Tối đa thay người 3 cầu thủ. |

| Siêu cúp bóng đá Việt Nam năm 2001 Nhà vô địch |
| ---------------------------------------------- |
| Sông Lam Nghệ An Vô địch lần thứ hai           |